# Kleindeutsche Lösung

Einwohner im Deutschen Bund 1848, nach Einzelstaaten. Ein deutscher Bundesstaat auf dieser Grundlage hätte im Wesentlichen der so genannten großdeutschen Lösung entsprochen. Jeweils zirka ein Drittel der Einwohner hätte in Österreich, Preußen und den übrigen Staaten gelebt.

Die kleindeutsche Lösung der deutschen Frage war eine von zwei diskutierten Lösungen während der Revolutionszeit von 1848/49 und danach, welche Gebiete zu einem geeinten Deutschland gehören sollten. Ein Kleindeutschland war ein gesamtdeutscher Staat ohne Österreich.
Die andere wurde großdeutsche Lösung genannt. Im Jahr 1848 war Österreich noch ein erheblich größerer Staat als heute. Ein Teil des damaligen Österreichs gehörte zum Bundesgebiet des Deutschen Bundes. Es handelt sich unter anderem um die Gebiete, die heute zur Republik Österreich, zu Südtirol und zu Tschechien gehören. Neben diesem bundeszugehörigen Teil Österreichs gab es noch das bundesfremde Österreich mit Gebieten, die heute in Ungarn, Italien und weiteren Staaten liegen.
Die Befürworter eines Kleindeutschlands lehnten es ab, ganz Österreich in den neuen deutschen Bundesstaat aufzunehmen. Sie hätten allenfalls die bundeszugehörigen Teile akzeptiert. Eine solche Trennung Österreichs lehnte der österreichische Kaiser jedoch ab. Nachdem die kleindeutsche Lösung 1867–1871 realisiert worden war, verlor die Bezeichnung an Bedeutung: Seitdem wird Deutschland im Wesentlichen mit diesem Kleindeutschland gleichgesetzt. Weiterverwendet wurde der andere Begriff, großdeutsch, für eine Einbeziehung von Österreich in einen gesamtdeutschen Staat.

## Revolutionszeit 1848/49

Deutschlandkonzepte 1848–1867

Der Deutsche Bund von 1815 war die Grundlage für die Diskussionen in der Frankfurter Nationalversammlung 1848/1849 für das entstehende Deutsche Reich. Die meisten Abgeordneten gingen wie selbstverständlich davon aus, dass das Bundesgebiet zum Reichsgebiet werden sollte. Teilweise sollte es darüber hinausgehen, nämlich auch die Provinzen im Osten Preußens umfassen, die der Bund schon vor Zusammentritt der Nationalversammlung aufgenommen hatte. Hinzu kam ferner Schleswig, das als dänisches Lehen nicht zum Bund gehörte, aber in der Vorstellung der deutschen Nationalbewegung untrennbar mit dem Bundesglied Holstein verbunden war. Im Oktober 1848, spätestens im März 1849, wurde überdeutlich, dass das Kaisertum Österreich kein Teil des Reiches werden konnte.
Die österreichische Regierung lehnte es ab, dass nur ein Teil des österreichischen Gesamtstaats sich anschließen durfte. Eine wichtige Vorentscheidung war im Dezember 1848 der Sturz des Kabinetts Schmerling: Der Vorsitzende des gesamtdeutschen Ministerrats, Anton von Schmerling, war Österreicher und wurde nun durch den Hessen Heinrich von Gagern ausgetauscht. Der neue Reichsministerpräsident Gagern befürwortete einen Doppelbund: Deutschland ohne Österreich sollte ein Bundesstaat werden. Dieser engere Bund wurde später Kleindeutschland genannt, was die geografische Ausdehnung betraf. Kleindeutschland sollte dann in einem weiteren Bund, einem Staatenbund, mit ganz Österreich verbunden sein. Die Frage großdeutsch/kleindeutsch spaltete die Nationalversammlung und die deutsche Öffentlichkeit. Je feindseliger Österreich sich verhielt, desto mehr Anhang gewann aber die kleindeutsche Lösung, wie sie dann in der Frankfurter Reichsverfassung erkennbar ist. Die Verfassung hielt jedoch theoretisch den Beitritt derjenigen österreichischen Gebiete offen, die zuvor zum Deutschen Bund gehört hatten, also die großdeutsche Lösung.

## Erfurter Union und Deutsches Kaiserreich

Deutschlandkonzepte in verschiedenen Plänen und Verfassungen

Karte des Deutschen Kaiserreichs von 1871–1918

1849/50 bemühte Preußen sich, Kleindeutschland als Erfurter Union zu verwirklichen. Dieser Bundesstaat sollte alle deutschen Gebiete außer Österreich umfassen, aber insgesamt konservativer und föderalistischer als das Deutsche Reich der Revolutionszeit sein. Allerdings gelang es Preußen schon zu Beginn nicht, Bayern und Württemberg für diese Politik zu gewinnen, und später sprangen mit Hannover und Sachsen weitere Mittelstaaten ab. Nach der Herbstkrise 1850, in der es fast zum Krieg zwischen Preußen bzw. der Union und vor allem Österreich und Bayern gekommen wäre, musste Preußen die Unionspolitik aufgeben. In seinem Bundesreformplan vom 10. Juni 1866 stellte Preußen ein preußisch-bayerisch geführtes Kleindeutschland vor.
Nach dem Sieg über Österreich im Deutschen Krieg konnte Preußen seine Vorstellungen teilweise verwirklichen, mit dem Norddeutschen Bund von 1867. Die verbleibenden süddeutschen Staaten schlossen sich diesem Nationalstaat 1870/71 an; so entstand das „Deutsche Reich“. Da Österreich und Liechtenstein nicht dazugehörten, war das Deutsche Kaiserreich (1871–1918) die Verwirklichung von Kleindeutschland. Im Gegensatz zu 1848–1850 fehlten Luxemburg und Limburg; zum Reich gehörten aber außer Schleswig auch Elsass-Lothringen, das im Krieg gegen Frankreich erobert worden war.

## Nach dem Ersten und Zweiten Weltkrieg

Von der Nationalversammlung 1918 für Deutschösterreich beanspruchtes Staatsgebiet

In der Zwischenkriegszeit wurde die Frage „kleindeutsche oder großdeutsche Lösung“ noch einmal aufgeworfen. Nach dem Zerfall der Habsburgermonarchie am Ende des Ersten Weltkriegs entstand eine neue politische Landkarte. Die nichtdeutschen Gebiete machten sich selbständig, während die Politiker und die Bevölkerung von Deutschösterreich sich der deutschen Republik anschließen wollten. Dies hätte in etwa der großdeutschen Lösung von 1848 entsprochen, allerdings ohne den vornehmlich tschechisch bewohnten Teil Böhmens. Dieser Zusammenschluss wurde in den Pariser Vorortverträgen (Vertrag von Saint-Germain, Vertrag von Versailles) ausdrücklich verboten.
1938 erzwang Adolf Hitler den Anschluss seines Heimatlandes Österreich (Wiedervereinigung genannt) an das nationalsozialistische Deutsche Reich, das von da an (amtlich 1943) als Großdeutsches Reich bezeichnet wurde. Nach der Kapitulation Deutschlands 1945 brach dieses Reich wieder auseinander, und Österreich wurde – als selbständiger Staat – mit dem Staatsvertrag von 1955 wiederhergestellt. Die heutige Situation mit Deutschland und Österreich kann man in gewissen Sinne als kleindeutsche Lösung ansehen.